# لي سونغ جونغ
لي سونغ جونغ مغني كوري جنوبي ولد يوم 03-09-1993 في غوانغجو ، هو عضو في الفرقة الموسيقية الكورية الجنوبية إنفينيت تحت إدارة ووليم إنترتينمنت ، كان أول ظهور له {ترسيم} مع الفرقة في 09-06-2010 ، ترسم كذلك عام 2014 كعضو في الفرقة الفرعية انفينيت اف .

## روابط خارجية
- لي سونغ جونغ على موقع ميوزك برينز (الإنجليزية)